# Епархия Торонто (грекокатолическая)
Епархия Торонто (лат. Eparchia Torontina Ucrainorum) — епархия Украинской грекокатолической церкви с центром в городе Торонто, Канада. Епархия Торонто входит в Виннипегскую митрополию. Юрисдикция епархии Торонто распространяется на провинции Онтарио, Квебек, Ньюфаундленд и Лабрадор и Остров Принца Эдуарда. Кафедральным собором епархии Торонто является собор святого Иосафата в городе Торонто.

## История
19 января 1948 года Римский папа Пий XII издал буллу «Omnium cuiusvis ritus», которой учредил Апостольский экзархат Восточной Канады, выделив его из Апостольского экзарахата Центральной Канады и архиепархии Виннипега.
10 марта 1951 года Апостольский экзархат Восточной Канады был переименован в Апостольский экзархат Торонто, который 3 ноября 1956 года был преобразован буллой «Hanc Apostolicam» Римского папы Пия XII в епархию Торонто.

## Ординарии епархии
- епископ Исидор (Борецкий) (3.03.1948 — 16.06.1998);
- епископ Корнилий (Пасичный) (1.03.1998 — 3.05.2003);
- епископ Стефан (Хмиляр) (3.05.2003 - 9.11.2019)
- Браян Джозеф Байда (9.11.2019 — по настоящее время).

## Источник
- Annuario Pontificio, Libreria Editrice Vaticana, Città del Vaticano, 2003, ISBN 88-209-7422-3
- Булла Omnium cuiusvis ritus, AAS 40 (1948), стр. 287  (лат.)
- Булла Hanc Apostolicam, AAS 49 (1957), стр. 262  (лат.)